# Jačina struje
Jačina ili intenzitet električne struје (I) je osnovna skalarna fizička veličina, koja je jednaka količniku prenesene količine elektriciteta u nekom vremenskom intervalu.
Jačina električne struje kroz neku površ (poprečni presek provodnika) predstavlja količinu elektriciteta koja se u jedinici vremena prenese kroz njega. Merna jedinica za jačinu struje je amper (A) i predstavlja osnovnu veličinu u MKSA i Međunarodnom sistemu jedinica. Jačina struje često se naziva i samo „struja“ ili „električna struja“.
Količina vremenski konstante struje kroz neku površ je 1A, ako u jednoj sekundi kroz nju prođe količina elektriciteta od jednog kulona.